# Raúl Fernández Daza
Raúl Eduardo Fernández Daza (Recoleta, 5 de mayo de 1959) es un diplomático chileno, actual embajador de Chile en Francia. En su función diplomática ha desempeñando labores en las embajadas de Chile en Haiti, Rumania, Suiza, Brasil, Malasia, Bélgica, Francia y México.

## Biografía
Raúl Fernández nació en Santiago de Chile el 5 de mayo de 1959, hijo de Raúl Fernández Johnson y Berta Daza Valenzuela.
Inició su carrera diplomática en 1980, desempeñando labores en las embajadas de Chile en Rumania, Suiza, Brasil, Malasia, Bélgica, Francia y México.
En Santiago de Chile, formó parte de las Direcciones de Naciones Unidas y de Europa; estuvo encargado del escritorio de Estados Unidos; se desempeñó como Jefe de la Unidad de Contenidos de la Cumbre de las Américas 1998 y como Coordinador General de la Cumbre de Líderes y Ministros de Comercio APEC 2004. Su último cargo en Chile fue de Jefe de Gabinete del Subsecretario de Relaciones Exteriores.
El diplomático cursó estudios superiores en la Universidad de Chile en Pedagogía en Historia y Geografía y en la Universidad Nacional de Brasilia en Relaciones Exteriores.
Fernández, antes de su última destinación se desempeñaba como Cónsul General en Chicago, Estados Unidos. En el año 2012 es designado Embajador Extraordinario y Plenipotenciario de Chile en Haíti.
Desde junio de 2023, Fernández Daza es Embajador de Chile en Francia.